# 奧古斯都議事廣場
奧古斯都議事廣場（義大利語：Foro di Augusto）是位於義大利羅馬的一座廣場，屬於帝國議事廣場的一部分，由奧古斯都修建於西元前2年。戰神復仇者神廟位於這座廣場。廣場上有著眾多不同類型的雕像。

## 外部連結
- Roth, Leland M.  First. Boulder, CO: Westview Press. 1993: 222. ISBN 0-06-430158-3.
- Earl, Donald C. . New York: Crown Publishers. 1968: 116.
- New. London: Cambridge University Press. 1970: 193.
- Lucentini, M. . 31 December 2012  [2022-11-13]. ISBN 9781623710088. （原始内容存档于2024-03-16）.